# کیمبا شیر سفید

مجموعهٔ کیمبا شیر سفید(به انگلیسی:Kimba The White Lion) اثر اسامو تزوکا در دههٔ ۶۰ ساخته شده است.
شیر جوان کیمبا (که در نسخه ژاپنی لئو Leo نامیده می‌شود) در دنیای مدرن و در فاصله‌ای دور از خانه به دنیا می‌آید و توسط برخی انسان ها پرورش میابد. او از مزایای فرهنگ بشری آگاه می‌شود و تصمیم می‌گیرد که هنگام بازگشت به وطن وحشی‌اش، فرهنگ انسان‌ها را با خود به جنگل بیاورد و مانند پدرش (سزار) برای صلح تلاش کند.

## مناقشه با شیرشاه

نمایی از کیمبا شاه سفید در سمت چپ و نمایی از سیمبا در فیلم شیرشاه در سمت راست.

گفته شده است که شیرشاه (به انگلیسی: The Lion King) انیمیشنی حماسی و موزیکال محصول سال ۱۹۹۴ شرکت والت دیزنی براساس این مجموعه ساخته شده است. هر چند صاحبان اثر به این مسئله اذعان نمی‌کنند و این فرضیه را رد می‌کنند اما اعتراف می‌کنند که مجموعه نمایش هملت اثر شکسپیر و داستان‌های یوسف و موسی در انجیل و کارتون بامبی (والت دیزنی ۱۹۴۲) اثرهایی بر روی انیمیشن دوبعدی شیرشاه داشته‌اند.